# Jürgen Ströbel

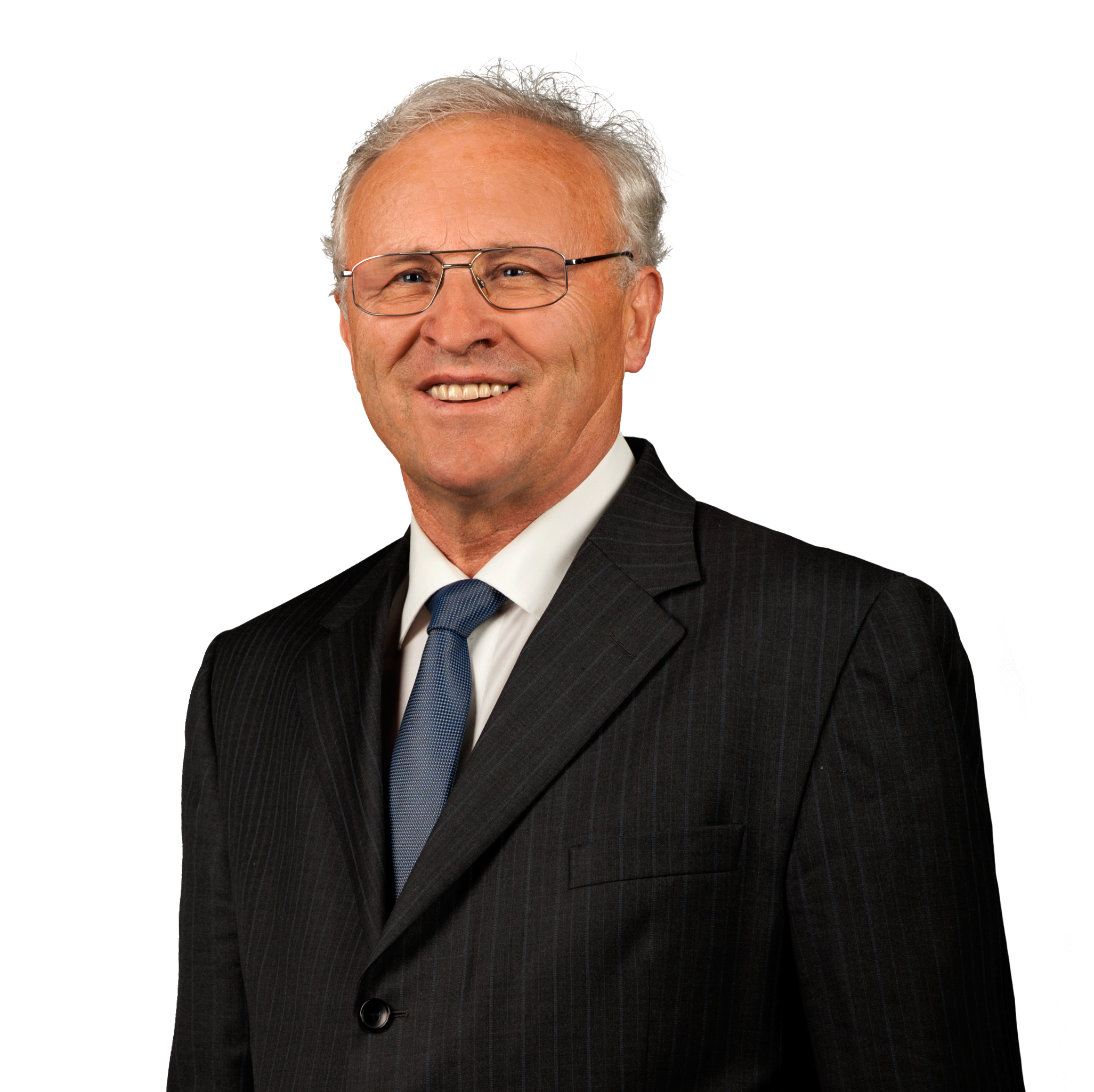
Mitglied des Bayerischen Landtags Jürgen Ströbel.

Jürgen Hans Wolfgang Ströbel (* 16. Dezember 1947 in Daubersbach) ist ein bayerischer Politiker (CSU) und ehemaliger Abgeordneter des Bayerischen Landtags.

## Ausbildung, Beruf und Familie
Jürgen Ströbel besuchte von 1954 bis 1962 die Volksschule und von 1962 bis 1965 die Berufsschule. Es folgte von 1963 bis 1966 eine Berufsaufbauschule, von 1967 bis 1969 eine Fachschule und von 1972 bis 1974 das Telekolleg II mit dem Abschluss Fachhochschulreife. Er legte 1968 seine Gehilfenprüfung als Landwirt ab und leistet im selben Jahr ein Auslandspraktikum in England. Im Jahr 1975 legte er seine Meisterprüfung als Landwirt ab. Er bewirtschaftet gemeinsam mit seiner Frau einen landwirtschaftlichen Betrieb mit Ackerfläche, Wald, Milchvieh, Wild, Hühnern und einem angeschlossenen Ferienhaus in Daubersbach.
Er ist evangelisch-lutherisch und verheiratet, hat drei erwachsene Kinder und mehrere Enkel.

## Politik
Ströbel ist Mitglied der CSU und war von 1978 bis 2014 im Gemeinderat von Rügland und ist seit 1990 im Kreisrat von Ansbach. Von 1992 bis 1999 war er Mitglied im Bayerischen Senat. Vom 6. Oktober 2003 bis zum 19. Oktober 2008 war Ströbel Mitglied des Landtags. Dort saß er für seine Fraktion als Mitglied im Ausschuss für Landwirtschaft und Forsten. Bei der Bayerischen Landtagswahl im September 2008 schaffte er aufgrund der großen Stimmverluste der CSU den Wiedereinzug ins Parlament nicht.
Durch die Wahl von Gerhard Wägemann zum Landrat des Landkreises Weißenburg-Gunzenhausen zog Ströbel im Dezember 2011 als Nachrücker wieder in den Landtag ein.
Bei der Landtagswahl am 15. September 2013 wurde er als Direktkandidat der CSU für den Stimmkreis 505 Ansbach-Nord in den Bayerischen Landtag gewählt. Dort war er in dieser Legislatur Mitglied des Ausschusses für Bundes- und Europaangelegenheiten sowie regionale Beziehungen und Mitglied des Ausschusses für Ernährung, Landwirtschaft und Forsten.
Bei den Landtagswahlen 2018 kandidierte er nicht mehr.

## Andere Tätigkeiten
Von 1991 bis 2012 war er Präsident des Bauernverbandes Mittelfranken, von 1997 bis 2012 stellvertretender Präsident des Bayerischen Bauernverbandes und von 2001 bis 2013 Vorsitzender der Landesvereinigung der Bayerischen Milchwirtschaft sowie Vorsitzender des milchwirtschaftlichen Vereines Franken.
Zudem war er im Laufe seiner Karriere Beirat der N-ERGIE in Nürnberg, Landwirtschaftlicher Beirat der Versicherungskammer Bayern sowie Aufsichtsrat der Analytik in Milch GmbH München.

## Auszeichnungen
- 2002: Bundesverdienstkreuz am Bande
- 2011: Bayerischer Verdienstorden